# سد رودبار الیگودرز
سد رودبار لرستان و نیروگاه آن بر روی رودخانه رودبار (از سرشاخه‌های شرقی حوزه آبگیر رودخانهدز) و در فاصله حدود ۱۰۰ کیلومتری جنوب شهرستان الیگودرز در استان لرستان واقع گردیده‌است.
مورفولوژی رودخانه رودبار در این محدوده و چرخش مسیر آن در پایین‌دست محل احداث سد به‌گونه‌ای است که اختلاف ارتفاعی طبیعی حدود ۳۰۰ متر را ایجاد می‌کند (در محلی که رودخانه نام الکن بخود می‌گیرد) و این باعث افزایش بازده نیروگاه این سد که دارای ظرفیت ۴۵۰ مگاوات می‌باشد، شده‌است. هدف از این طرح استفاده از پتانسیل توپوگرافی منطقه برای اخذ انرژی الکتریکی است. سد رودبار یکی از اقدامات محمد تقی توکلی نماینده دوره نهم مجلس شورای اسلامی شهرستان الیگودرز است

## اهداف
- تولید ۹۸۶ گیگاوات ساعت در سال انرژی برق‌آبی به منظور کاهش انتشار گازهای گلخانه‌ای (CO2) به میزان ۶۲۶٫۱۱۰ تن در سال در راستای CDM
- کاهش هزینه استهلاک نیروگاه‌های حرارتی
- اشتغال‌زایی در منطقه در حین اجرای طرح و در دوران بهره‌برداری
- ایجاد محیط تفریحی و توریستی برای گردشگران داخلی[۶] با ایجاد جاده جدید دسترسی به سد، دسترسی به شهر تیتکان (بزنوید) اسان و امن شده است، مخصوصا با ایجاد چندین تونل،مکانی رویایی برای تفریح باخانواده در کناردست رودخانه فراهم شده است.

## اقتصاد طرح
هزینه‌های اجرای پروژه:
طبق برآورد اولیه هزینه‌های اجرای پروژه ۴۵۰۰ میلیارد ریال بوده‌است که از منابع سرمایه‌گذاری عمومی، منابع داخلی، تسهیلات بانکی داخلی، اوراق مشارکت، و تسهیلات خارجی (فاینانس، وام و…) تأمین گردیده‌است. زیان‌های ناشی از طولانی شدن پروژه عبارتند از افزایش قیمت تمام شده طرح و عدم‌النفع حاصل از فروش برق. منافع حاصل از تولید برق مطابق برآورد اولیه درآمد سالانه به بر۶۳۳ میلیارد ریال (بر حسب کیلوواتی ۶۴۲ ریال) می‌شود.

## تاریخچه و سوابق
مطالعات مرحله پیش شناخت و شناخت طرح‌های تولید انرژی برقابی حوزه رودخانه دز و سرشاخه‌های آن تا قبل از بهمن ماه ۱۳۷۲ توسط مهندسین مشاور مهاب قدس انجام شد. در آذر ماه ۱۳۷۳ مطالعات مرحله اول طرح سد و نیروگاه رودبار لرستان توسط مهندسین مشاور قدس نیرو آغاز گردید و در بهمن ماه ۱۳۸۱ مطالعات فاز دوم طرح با مشارکت شرکت مهندسین مشاورقدس نیرو و رهبری شرکت مشاور انگلیسی هالکرو ادامه یافت و عملیات اجرایی راه‌ها و تونل‌های دسترسی و تونل انحراف درنیمه دوم سال ۸۲ آغاز گردید.

## مشخصات رودخانه
رودخانه رودبار از سرشاخه‌های اصلی شاخه شرقی دز یا بختیاری می‌باشد. سر شاخه‌های اصلی این رودخانه شامل رودخانه‌های قلیان (که خود از سرشاخه‌های دره دزدان، داعی و دره لکو تشکیل شده‌است)، رودخانه کاکلستان و رودخانه وهرگان می‌باشند. این رودخانه در مسیر خود یک رشته ارتفاعات U شکل و به‌طول ۳۸ کیلومتر را دور زده و به رودخانه الکن تغییر نام پیدا می‌کند. اختلاف ارتفاع حدود ۳۰۰ متری بستر رودخانه در طرفین ارتفاعات مذکور، موقعیتی استثنایی جهت تولید انرژی برق آبی را به‌وجود آورده‌است. رودخانه الکن پس از دریافت چند شاخه کوچک، با تغییر مسیر به سمت جنوب به لیرو و سپس رودخانه آب زالکی تغییر نام پیدا می‌کند. و نهایتاً پس از اتصال رودخانه سرکول به آن به رودخانه بختیاری معروف می‌گردد.

## مشخصات حوضه آبریز
مساحت حوضه آبریز رودخانه تا محل احداث سد رودبار لرستان ۲۲۵۵ کیلومترمربع و میزان متوسط جریان سالانه رودخانه در محل سد، معادل ۳۰٫۲ مترمکعب در ثانیه می‌باشد. حداقل دبی ماهیانه رودخانه پس از برداشت‌های بالادست در حدود ۴٫۱ مترمکعب بر ثانیه و حداکثر آن در حدود ۲۵۰٫۵ مترمکعب بر ثانیه می‌باشد. همچنین آورد سالیانه این رودخانه ۹۵۷ میلیون مترمکعب و حداکثر سیلاب محتمل حوضه در حدود ۳۷۳۴ مترمکعب بر ثانیه می‌باشد.

## ویژگی‌ها
- وجود اختلاف ارتفاع طبیعی بیش از ۳۰۰ متر بین محور سد و نیروگاه
- استقرار محل اجرای پروژه در استان لرستان و در مجاورت استانهای اصفهان و چهار محال بختیاری و خوزستان
- تنوع آب و هوایی، توپوگرافی پر شیب، صعب العبور بودن و دسترسی‌های دشوار منطقه
- وجود طبیعت بسیار بکر و زیبا و جاذبه‌های گردشگری در منطقه مانند آبشار آب سفید
- عبور خط انتقال ۴۰۰ کیلوولت شهید عباسپور – انجیرک از محل کلیدخانه طرح[۶]

## اطلاعات فنی نیروگاه
| مشخصات کلی نیروگاه     | مشخصات کلی نیروگاه    |
| ---------------------- | --------------------- |
| نوع نیروگاه            | سطحی روزمینی          |
| انرژی متوسط سالیانه    | ۹۸۶ گیگاوات ساعت      |
| ظرفیت نیروگاه          | ۴۵۰ مگاوات            |
| نوع توربین             | فرانسیس با محور عمودی |
| مشخصات تجهیزات نیروگاه |                       |
| تعداد توربین           | ۲ واحد                |
| قدرت هر توربین         | ۲۲۵ مگاوات            |
| راندمان حداکثر         | ۹۵/۱۲ درصد            |
| ارتفاع طراحی توربین    | ۴۳۰/۷۴ متر            |
| سازنده توربین          | آلستوم چین            |
| تعداد ژنراتورها        | ۲ واحد                |
| قدرت خروجی هر ژنراتور  | ۲۲۵ مگاولت‌آمپر        |
| ولتاژ اسمی هر ژنراتور  | ۱۵/۷۵ کیلو ولت        |
| سرعت چرخش ژنراتور      | ۳۰۰ دور در دقیقه      |
| جریان اسمی ژنراتور     | ۱۵/۷۵ کیلوولت         |
| سازنده ژنراتور         | آلستوم                |
| پانویس                 |                       |